# Patrick Swayze
Patrick Wayne Swayze (Houston, Teksas, 18. kolovoza 1952. - Los Angeles, Kalifornija, 14. rujna 2009.) bio je američki glumac, plesač i kantautor.
Pohađao je prestižne američke plesne škole, a majka mu je bila američka koreografkinja Patsy Swayze. Pojavio se u epizodi serije M.A.S.H. 1981. godine, a popularan postaje 1987. godine ulogom u filmu Prljavi ples. Od 1975. do smrti bio je oženjen Lisom Niemi. Par nije imao djece. Sa ženom je uzgajao arapske pastuhe na svom ranču. Nakon očeve smrti 1982. Swayze je zapao u alkoholizam, a liječenju se podvrgnuo 1994. kada mu se sestra ubila.
Neki njegovi poznati filmovi su: Duh,  Pakleni val (gdje je glumio ulogu Bodhija, karizmatičnog vođe skupine surfera koji pljačkaju banke u Los Angelesu), Donnie Darko, Crni pas, Kuća na putu, a u nastavku Prljavog plesa iz 2004. pojavio se u cameo ulozi. Napisao je i pjevao popularnu pjesmu "She's Like the Wind".
Početkom 2008. Swayzeu je dijagnosticiran rak gušterače. Unatoč njegovom velikom optimizmu i borbi, rak je metastazirao na jetru te je Swayze preminuo 14. rujna 2009., u 58. godini života.

## Vanjske poveznice
- Patrick Swayze u internetskoj bazi filmova IMDb-u (engl.)